# Isabella Caravazale

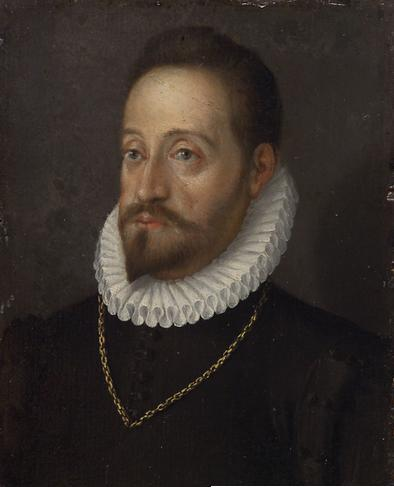
Ritratto di Alfonso Gonzaga, XVI secolo.

Isabella Caravazale (XVI secolo) fu l'amante spagnola di Alfonso Gonzaga, secondo marchese di Castel Goffredo.

## Biografia
Nota come Isabel Caravajal (Carvajal), è passata alla storia per essere stata l'amante del marchese Alfonso Gonzaga, conosciuta alla corte di Spagna, presso la quale Alfonso era ospite e dove si trattenne fino al 1564, prima di trasferirsi a Milano. Alfonso se ne innamorò e dalla loro unione nacque un figlio, Luigi, che il padre si rifiutò di riconoscere, così come di sposare la madre. Isabella intentò una causa presso la Sacra Rota di Roma, avvalendosi di un noto difensore. La lite durò molto tempo, ma riuscì favorevole ad Alfonso.
Il figlio fu cresciuto dalla madre con onori principeschi e quando superò la pubertà, venne indirizzato a Castel Goffredo intorno al 1565 alla corte del padre, affinché potesse essere riconosciuto come unico figlio maschio. Alfonso interpretò la venuta come una ripicca nei confronti di Isabella, da lui abbandonata in Spagna, e respinse Luigi, che si recò a Roma, dove morì dopo poco tempo.